# Druid: Daemons of the Mind
Druid: Daemons of the Mind est un jeu vidéo de rôle et d’action développé par Synthetic Dimensions et publié par Sir-Tech en 1995. Le jeu se déroule dans un univers médiéval-fantastique, baptisé Navan, régit par quatre druides chargés de faire respecter les principes de la nature. L’équilibre du monde se trouve cependant bouleversé lorsque l’un d’eux vient à disparaitre.

## Accueil
| Druid: Daemons of the Mind |      |       |
| Média                      | Nat. | Notes |
| Computer Gaming World      | US   | 2.5/5 |
| GameSpot                   | US   | 71%   |
| Gen4                       | FR   | 3/5   |